# 楊遵勗
楊遵勗（?—?），辽朝官员，字益诫，字益戒，涿州范阳（今河北涿州市）人。又名兴工，又称杨兴公（兴工、兴功），辽道宗咸雍七年（1071年）赐姓耶律，故又称耶律兴公。

## 生平
辽兴宗重熙十九年（1050年）杨遵勗举进士。历任儒州军事判官，枢密院副承旨。辽道宗咸雍三年（1067年），任枢密院都承旨。枢府簿书堆积，杨遵勗处理公务案牍敏捷，决事如流，奏报详敏。奉诏征户部逋户旧钱，得四十余万缗，拜枢密直学士，改枢密副使。大康元年（1075年），任参知政事。转任知枢密院事，兼门下侍郎、平章事，曾作为辽方代表与北宋议地界。为南府宰相。大康三年（1077年），耶律乙辛诬陷太子耶律濬谋反，他奉命参与此案的审理，他不敢据实直言。後拜北府宰相。大安年间卒，年五十六岁，谥康懿。《全辽文》卷八收其文三篇（一署耶律兴公，二署杨遵勗）。

## 杨兴工、耶律兴公
辽道宗咸雍七年（1071年）十二月，“都承旨杨兴工各赐国姓”。咸雍八年（1072年）的《创建静安寺碑铭》为“前朝请大夫、守太常少卿、充昭文馆直学士、充史馆修撰、应奉阁下文字、兼编……都尉、漆水郡开国子、食邑五百户、赐紫金鱼袋耶律兴公”所撰，获赐姓的耶律兴工（杨兴工）和耶律兴公应是一人。学者向南认为杨遵勗咸雍三年（1067年）担任都承旨，推测耶律兴公（杨兴工）即杨遵勗。李忠芝认为二人担任都承旨的时间间隔较长，推测为同一人还需其他材料补正。